# Paul Ritter
Paul Ritter, född Simon Paul Adams 20 december 1966 i Gravesend i Kent, död 5 april 2021 i Faversham i Kent, var en brittisk skådespelare. Ritter är bland annat känd för sina roller i filmerna Quantum of Solace, Son of Rambow, Harry Potter och halvblodsprinsen och The Eagle samt för TV-serierna Ett fall för Vera, Friday Night Dinner, The Hollow Crown, The Last Kingdom och Chernobyl.
Paul Ritter medverkade även i filmerna Inferno och Nowhere Boy, TV-serierna Electric Dreams, Lysande utsikter, Lovesick, Pulling, Hang Ups och Kalla fötter. Daily Telegraph beskrev Ritter som en skådespelare som "är ämnad för stordåd mycket snart". 
Mellan 2005 och 2006 spelade Ritter rollen som Otis Gardiner i Royal National Theatre originalproduktion av Helen Edmundsons Coram Boy. Ritter nominerades till en Tony Award 2009 för sin roll i The Norman Conquests. År 2012 spelade han protagonistens far i teateruppsättningen av Mark Haddons roman The Curious Incident of the Dog in the Night-Time på Londons National Theatre. 2013 spelade han mot Helen Mirren i Peter Morgans The Audience.

## Privat
Ritter var gift med Polly Radcliffe från 1996 och hade två söner. Han avled i sitt hem i sviterna av hjärntumör, 54 år gammal.

## Filmografi i urval
| År        | Titel                                                                    | Roll                        | Notering                 |
| --------- | ------------------------------------------------------------------------ | --------------------------- | ------------------------ |
| 1998      | Out of Hours                                                             | Gibson                      | Avsnitt 1:1              |
| 1999      | G:MT Greenwich Mean Time                                                 | Drug Buyer                  | Film                     |
| 2000      | The Nine Lives of Tomas Katz                                             | Dave                        | Film                     |
| 2002      | Esther Kahn                                                              | Alman, the photographer     | Film                     |
| 2002      | Fields of Gold                                                           | Chris Oatier                | Film                     |
| 2003      | Georgian Underworld: The Peterloo Massacre                               |                             |                          |
| 2004      | The Libertine                                                            | Chiffinch                   | Film                     |
| 2005      | Flickan på cafét                                                         | Robert                      | Film                     |
| 2005      | On a Clear Day                                                           | Mad Bob                     | Film                     |
| 2006      | Nostradamus                                                              | Cosimo Ruggieri             | Film                     |
| 2006      | Viva Blackpool                                                           | Billy Pope                  | Film                     |
| 2007      | Son of Rambow                                                            | Geografilärare              | Film                     |
| 2007      | Mördare okänd                                                            | Alan Pierce                 | Mask of Sanity part 1, 2 |
| 2007      | Hannibal Rising                                                          | Prisoner Louis              | Film                     |
| 2007      | Instinct                                                                 | D.C. Daniel Yelland         | Film                     |
| 2007      | City Lights                                                              | Scott Sweeney               | Miniserie                |
| 2008      | The Other Man                                                            | Guy                         | Film                     |
| 2008      | Quantum of Solace                                                        | Guy Haines                  | Film                     |
| 2009      | Harry Potter och halvblodsprinsen                                        | Eldred Worple               | Film                     |
| 2009      | Pulling                                                                  | Martin                      | Avsnitt 3:1              |
| 2009      | Nowhere Boy                                                              | Popjoy                      | Film                     |
| 2010      | Money                                                                    | Terry Linex                 | Miniserie                |
| 2011      | Hidden                                                                   | Steve Quirke                | Miniserie                |
| 2011      | Från Lark Rise till Candleford                                           | Mr. Steerforth              | 1 avsnitt                |
| 2011–2020 | Friday Night Dinner                                                      | Martin Goodman              | Samtliga säsonger        |
| 2011      | Without You                                                              | Inspector Ramsay            | Avsnitt 1:3              |
| 2011      | Lysande Utsikter                                                         | John Wemmick                | Miniserie                |
| 2011      | Land Girls                                                               | Frank Tucker                | Säsong 3                 |
| 2011      | The Eagle                                                                | Galba                       | Film                     |
| 2011–2013 | Ett fall för Vera                                                        | Dr Billy Cartwright         | Säsong 1-3               |
| 2011      | Eliminate: Archie Cookson                                                | Ennis Miller                | Film                     |
| 2012      | Comedy Showcase                                                          | Jim Costello                |                          |
| 2012      | Morden i Midsomer                                                        | Harry Fleetwood             | Avsnitt The Dark Rider   |
| 2012      | Dirk Gently                                                              | Oliver Reynolds             | Avsnitt 1:1              |
| 2012      | Hollow Crown: Henry IV, Part II                                          | Pistol                      | Miniserie                |
| 2013      | National Theatre Live: The Curious Incident of the Dog in the Night-Time | Ed                          |                          |
| 2013      | Complicit                                                                | Thomas                      | Film                     |
| 2013      | Wodehouse in Exile                                                       | Mackintosh                  | Film                     |
| 2013      | National Theatre Live: The Audience                                      | John Major                  |                          |
| 2014      | Tommy Cooper: Not Like That, Like This                                   | Eric Sykes                  | Film                     |
| 2014      | Bletchley circle                                                         | Masters                     | Avsnitt 2:1, 2:2         |
| 2014      | Plebs                                                                    | Angelo                      | Avsnitt 2:3              |
| 2014      | Chasing Shadows                                                          | Leonard Vance               | 1 avsnitt                |
| 2014      | The Game                                                                 | Bobby Waterhouse            | Miniserie                |
| 2014      | Mapp och Lucia                                                           | Reverend Kenneth Bartlett   | Miniserie                |
| 2014      | Suite Française                                                          | Monsieur Dubois             | Film                     |
| 2015      | Wolf Hall                                                                | John Seymour                | Miniserie                |
| 2015      | The Last Kingdom                                                         | King Peredur                | Avsnitt 1:6              |
| 2015–2018 | No Offence                                                               | Randolph Miller             | Samtliga avsnitt         |
| 2015      | Top Coppers                                                              | Harry McCrane               | Avsnitt 1:1              |
| 2015      | We're Doomed! The Dad's Army Story                                       | Jimmy Perry                 | Film                     |
| 2016      | Houdini and Doyle                                                        | Bram Stoker                 | Miniserie                |
| 2016      | The Limehouse Golem                                                      | Augustus Rowley             | Film                     |
| 2016      | Their Finest                                                             | Raymond Parfitt             | Film                     |
| 2016      | Neil Gaiman's Likely Stories                                             | Dr. Benham/Martyn/Mr. Alman | Miniserie                |
| 2016      | Inferno                                                                  | CRC Tech Arbogast           | Film                     |
| 2017      | Urban Myths                                                              | Dave                        | Avsnitt Bob Dylan        |
| 2017      | Philip K. Dick's Electric Dreams                                         | Franklyn                    | The Hood Maker           |
| 2017-2019 | Kalla fötter                                                             | Benjamin Stevens            | Säsong 7, 8              |
| 2018      | Lovesick                                                                 | Peter                       | Säsong 3                 |
| 2018      | Hang Ups                                                                 | Werner Lienhard             | Säsong 1                 |
| 2019      | Resistance                                                               | General Ormonde Winter      | Miniserie                |
| 2019      | Chernobyl                                                                | Anatolij Djatlov            | Miniserie, HBO           |
| 2020      | Belgravia                                                                | Turton                      | Miniserie                |